# Teorie ustáleného stavu
Teorie ustáleného stavu (jiné názvy: teorie steady state, teorie stacionárního vesmíru, teorie pevného stavu, teorie neměnného stavu, teorie stálého stavu) je jeden z modelů vesmíru.
Teorie zachovává kosmologický princip, který tvrdí, že střední hustota látky a energie každé části vesmíru (ve velkém měřítku) je stejná v čase a prostoru. Tato teorie ho naplňuje tak, že předpokládá neustálý vznik hmoty z ničeho (protože jinak by se hustota vesmíru jako celku musela zmenšovat, protože expanduje). Teorie vznikla v roce 1948 jako alternativa k teorii velkého třesku (Big Bang).